# Brit Awards 1984
Les Brit Awards 1984 ont lieu le 21 février 1984 au Grosvenor House Hotel à Londres. Il s'agit de la 4e cérémonie des Brit Awards dont le nom officiel est alors The British Record Industry Awards. Elle est présentée par Tim Rice et n'est pas retransmise à la télévision.

## Palmarès
Les lauréats apparaissent en caractères gras.

### Album le plus vendu
- Thriller de Michael Jackson

### Single le plus vendu
- Karma Chameleon de Culture Club

### Meilleur artiste solo masculin britannique
- David Bowie
  - Elton John
  - Paul McCartney
  - Cliff Richard
  - Paul Young

### Meilleure artiste solo féminine britannique
- Annie Lennox
  - Alison Moyet
  - Bonnie Tyler
  - Tracey Ullman
  - Toyah Willcox

### Meilleur groupe britannique
- Culture Club
  - Eurythmics
  - Madness
  - The Police
  - UB40

### Meilleur producteur britannique
- Steve Levine
  - Peter Collins (en)
  - Trevor Horn
  - Steve Lillywhite
  - Alan Winstanley (en) et Clive Langer (en)

### Révélation britannique
- Paul Young
  - Big Country
  - Howard Jones
  - Tracey Ullman
  - Wham!

### Meilleur artiste international
- Michael Jackson
  - Hall and Oates
  - Billy Joel
  - Men at Work
  - Lionel Richie

### Meilleur disque de musique classique
- Canteloube: Chants d'Auvergne / Villa-Lobos: Bachianas brasileiras de Kiri Te Kanawa
  - Water Music de Trevor Pinnock
  - La rondine de Giacomo Puccini
  - War Requiem de Simon Rattle
  - Triple concerto pour violon, alto et violoncelle / Concerto pour orchestre de Michael Tippett

### Contribution exceptionnelle à la musique
- George Martin

### Trophée Sony de l'excellence technique
- Spandau Ballet

## Artistes à nominations multiples
- 2 nominations :
  - Tracey Ullman
  - Paul Young

## Artistes à récompenses multiples
- 2 récompenses :
  - Culture Club
  - Michael Jackson